# CPU-карта
CPU-карта (процессорная карта) — это печатная плата, содержащая центральный процессор (CPU) компьютера. Процессорные карты различаются частотой процессора и типом шины, а также другими функциями и приложениями, встроенными в карту.

## Конструкция
Процессорные карты включают в себя:
- Карты типа Peripheral Сomponent Interconnect (PCI-карты)
- Модульные карты архитектуры промышленного стандарта (ISA-карты)
- PCI-расширения для измерительных приборов (PXI-карты)
- Карты типа Embedded Technology Extended (ETX-карты) и многие другие.

## Значение
Процессорные карты часто используется для расширения памяти, скорости, пропускной способности или встроенных приложений существующей компьютерной системы. PCI-карты обычно используются для расширения системы встроенных приложений. PCI-карта включает в себя модули для аудио- и видеоприложений, передачи данных, а также встроенное хранилище. PXI-карты используются для систем сбора данных и управления, что делает их пригодными для приложений измерения в реальном времени. ETX-карты используются в промышленных приложениях для расширения функциональности встроенных приложений компьютерной системы. ETX-карты содержат все функции, необходимые для работы компьютера в компактном виде.
Процессорные карты, которые используются для расширения существующих компьютерных системных плат, как правило, имеют ISA- или PCI-разъёмы, и могут быть подключены к системной плате без каких-либо дополнительных настроек. Процессорные карты для использования в компьютерных системных платах, как правило, являются полуразмерными. Процессорная карта обладает функциональностью ПК и взаимодействует с другими картами, подключёнными к объединительной плате, через шину компьютера. Процессорные карты также могут называться картами расширения или платами расширения. Они предлагают множество встроенных приложений: от модемов и беспроводных сетей до графики и видеоконтроллеров, а также RAID-контроллеров.